# Spike Milligan
Terence Alan "Spike" Milligan (født 16. april 1918 i Ahmadnagar, Maharashtra, Indien, død 27. februar 2002 i Rye, East Sussex) var en britisk komiker og skuespiller.
Han revolutionerede den britiske komedie, da han skrev og deltog i The Goon Show (1951-1959), et meget populært radioshow på BBC og en forløber for det senere Monty Python. Han spillede flere af de kendte roller, som Moriarty, miss Bannister og idioten Eccles. Øvrige medvirkende var bl.a. Peter Sellers og Harry Secombe.